# Dygnsrytmskärnan
Dygnsrytmskärnan, nucleus suprachiasmaticus eller suprachiasmatiska kärnan (ofta förkortad SCN), är ett litet område i hypotalamus, precis ovanför chiasma. Detta område styr den cirkadiska klockan, dvs kroppens vakenhetsnivå och dess aktivitet påverkas av signalering från ljuskänsliga nervceller i näthinnan. Denna signalering överförs till dygnsrytmkärnan genom tractus retino-hypothalamicus, som löper genom synnerven.
SCN kontrollerar tallkottkörtelns utsöndring av melatonin, vilket ökar då ljusnivån minskar.